# 謝韋爾納亞河
65°56′25″N 89°01′59″E / 65.94028°N 89.03306°E
謝韋爾納亞河是俄羅斯的河流，屬於下通古斯河的右支流，由克拉斯諾亞爾斯克邊疆區負責管轄，河道全長331公里，流域面積21,200平方公里，發源自中西伯利亞高原，河水主要來自融雪，每年十月至翌年五月結冰。